# Бахман, Альфред
Альфред Бахман (нем. Alfred Bachmann, род. 31 марта 1945, неизвестно) — швейцарский гребец, серебряный призёр летних Олимпийских игр 1972 в двойках распашных без рулевого, участник чемпионата Европы 1971 года.

## Биография
В 1971 году Альфред Бахман выступил на чемпионате Европы в Копенгагене в соревнованиях одиночек. Швейцарский гребец не смог попасть в решающий заезд, попав в финал B, где с большим отрывом занял последнее место.
На летних Олимпийских играх 1972 года в Мюнхене Альфред Бахман выступал в двойках распашных без рулевого в паре с Хайнрихом Фишером. Предварительную стадию швейцарский экипаж преодолел уверенно, заняв первое место в своём заезде, благодаря чему смог напрямую пробиться в полуфинал. В 1/2 финала Бахман и Фишер пришли к финишу вторыми, уступив 2,5 секунды гребцам из Польши. В финале швейцарская двойка три четверти дистанции шла с отставанием от всех соперников, но мощный рывок на заключительном отрезке позволил Бахману и Фишеру вырваться на второе место и стать обладателями серебряных наград.